# Белый медведь (спецподразделение)
Отдел специального назначения «Белый медведь» (до 1998 года отряд специального назначения «Белый медведь») — спецподразделение Управления Федеральной службы исполнения наказаний России по Республике Саха (Якутия).

## История
Отряд специального назначения был образован приказом МВД Якутской Саха ССР № 57 от 25 марта 1991 года с целью своевременного предотвращения групповых противоправных действий осужденных и заключённых под стражу лиц, а также профессионального проведения мероприятий по защите личного состава от преступных посягательств и освобождения захваченных в заложники лиц. В 1998 году отряд был преобразован в отдел специального назначения. В 1999 году Управлением исполнения наказаний Министерства юстиции РФ было утверждено название отдела «Белый медведь».
Подразделение состояло из бывших и действующих известных спортсменов: чемпионов Республики, России и призёров мировых турниров по разным видам спорта. Нормативы отряда включают бег, отжимание, подтягивание и бой с тремя бойцами по три минуты с каждого. Квалификационные испытания для получения крапового берета в 2005 году сдавались не в Якутске, а на базе ОСН «Восток» (УФСИН по Амурской области) в Благовещенске: они включали марш-бросок на 10-12 км в полной экипировке, специальную полосу препятствий, стрельбу по мишеням, штурм условной высоты, а также поединки в рукопашном бою. В 2012 году экзамены состоялись в Якутске: на предварительном этапе были задания по оказанию первой помощи, тактике боевых действий и навыкам владения оружием, а в рамках основных испытаний присутствовали марш-бросок на 9-10 км в полной боевой выкладке (экипировка до 20 кг), полоса препятствий, дымовая полоса с противогазом, подъём на гору, круговая оборона и рукопашный бой с противником (12 минут).
По состоянию на 2011 год отряд насчитывал 46 высокопрофессиональных сотрудников, в том числе одного МСМК, 8 мастеров спорта и 6 кандидатов в мастера спорта. Семь сотрудников были удостоены ношения крапового берета, ряд остальных сотрудников носит оливковые береты, на право ношение которых также проходятся испытания. Отряд регулярно участвует в учениях с другими спецподразделениями и профессиональных соревнованиях спецподразделений (СОБР, ОМОН, иные подразделения Росгвардии и МВД).
В ноябре 2020 года Федеральная служба исполнения наказаний в канун 30-летия со дня образования отделов специального назначения (отмечается 13 ноября) ФСИН провела в соцсети Instagram и мессенджере Telegram голосование по выбору лучшего логотипа среди отделов специального назначения по регионам: логотип «Белого медведя» занял 2-е место, набрав по итогам голосования 5672 голоса и уступив только логотипу московского ОСН «Сатурн» (9467 голосов). В том же месяце был анонсирован выпуск книги рецептов ФСИН, куда была включена и якутская рулька из жеребятины «Легенда Махтала» в качестве рецепта от «Белого медведя» (видео приготовления было выложено на Youtube).